# المنظمة العربية للهلال الأحمر والصليب الأحمر
المنظمة العربية للهلال الأحمر والصليب الأحمر (Arab Red Crescent Red Cross Organization) هي منظمة عربية تختص بالتنسيق بين جمعيات الهلال الأحمر والصليب الأحمر العاملة في المنطقة العربية، تتخذ المنظمة من مدينة الرياض مقراً لها.

## التاريخ
ظهرت فكرة تأسيس الأمانة العامة لمنظمة جمعيات الهلال الأحمر والصليب الأحمر العربية في عام 1965م أثناء اجتماع الحركة الدولية للصليب الأحمر والهلال الأحمر في فيينا عاصمة النمسا، حيث كانت الجمعيات الوطنية العربية في ذلك الوقت لا تربطها أي رابطة ولا يوجد هناك أي تنسيق ولم يكن لها أي تأثير كمجموعة في أوساط الحركة الدولية، وقد أخذت المبادرة جمعية الهلال الأحمر العراقي وقامت بالكتابة إلى بعض الجمعيات الوطنية العربية بخصوص إيجاد صيغة للتنسيق والتعاون بين الجمعيات العربية، وبالتنسيق مع جمعية الهلال الأحمر الأردني التي تحمست للفكرة والتي بادرت بدعوة الجمعيات الوطنية العربية لاجتماع يعقد في عمان بالمملكة الأردنية الهاشمية بهدف توحيد الصف والخروج برأي موحد يدعم الحركة في الوطن العربي وكان ذلك في عام 1966، وتوالت الاجتماعات واللقاءات فعقد اجتماع في القاهرة عام 1969 ثم بيروت 1971 وفي العراق 1972 ثم الأردن 1973 ثم الكويت 1974، وتمخضت عن هذه الاجتماعات روح التنسيق والرغبة في تكوين هيئة موحدة للجمعيات العربية تقوم بمهام التنسيق والتنظيم لتوحيد الجهود.

## البداية الفعلية
في عام 1975 عقد الاجتماع السابع بمدينة الرياض في المملكة العربية السعودية حيث تمت ولادة المشروع واختيرت مدينة جدة بالمملكة العربية السعودية مقراً دائماً للأمانة العامة لمنظمة جمعيات الهلال الأحمر والصليب الأحمر العربية، وبعد ذلك ركزت الجمعيات الوطنية العربية على وضع النظام الأساسي والنظام الداخلي للمنظمة الذي حدد اختصاصات الهيئة العامة واللجنة التنفيذية والأمانة العامة ومهام الأمين العام ونائبه، وفي عام 1976 عقد الاجتماع الثامن في سوريا وكان ذلك أول اجتماع تقوم بإعداده الأمانة العامة وتوالت الاجتماعات بعد ذلك سنويا إلى يومنا هذا، وفي وقت لاحق انتقل مقر المنظمة من مدينة جدة إلى حي السفارات في مدينة الرياض.

## انظر ايضاً
- الرياض
- الهلال الأحمر السعودي

## وصلات خارجية
- الموقع الرسمي لمنظمة العربية للهلال الأحمر والصليب الأحمر